# Bradycypridinae
Bradycypridinae is een onderfamilie van kreeftachtigen uit de klasse van de Ostracoda (mosselkreeftjes).

## Geslachten
- Bradycypris Sars, 1925
- Paracypretta Sars, 1924
- Zonocypretta De Deckker, 1981